# Millbrook (Alabama)
Millbrook es una ciudad ubicada en el estado estadounidense de Alabama. Su población fue de 10 386 según el censo del 2000. Es parte de Montgomery.

## Geografía
Millbrook se ubicada 32°29′51″N 86°22′7″O / 32.49750, -86.36861 (32.497626, -86.368545).